# Hypobarathra laetior
Hypobarathra laetior är en fjärilsart som beskrevs av W. Warren 1913. Hypobarathra laetior ingår i släktet Hypobarathra och familjen nattflyn. Inga underarter finns listade i Catalogue of Life.